# Davi Alves Rodrigues
Davi Alves Rodrigues (San Paolo, 21 giugno 1976) è un ex giocatore di calcio a 5 brasiliano.

## Carriera

### Giocatore
Inizia a giocare nella categoria di base del Corinthians come terzino destro, per poi passare all’Atlhetic, Nitro Quimica, Ferroviaria, AD Sao Caetano e Portuguesa. Nel 1991 viene convocato alla nazionale under 15 dello stato di Sao Paolo. Negli anni 1997 e 1998 ha avuto una breve esperienza in Peru e nella squadra del Sao Paulo. Tornando in Brasile smette con il calcio e si dedica al calcio a 5 nel ruolo di ala/difensivo, giocando il Campionato Metropolitano, Campionato Paulista, Campionato Universitario e la Taça Cidade de Sao Paulo per la squadra della Unicsul, università quale si è laureato professore di Scienze Motorie e che investiva molto nello sport competitivo a livello federale.
Giunto in Italia nella stagione 1999/2000 a Roma, passa subito a titolo definitivo alla squadra del Petrarca Padova di Mister Jesus Velasco facendo i play-off scudetto. La prossima stagione scende in Abruzzo a corte della FAZ Pescara. Nel corso della stessa stagione passa alla squadra dell’Ecosaves Cus Chieti, vincendo il primo trofeo nazionale in Italia e giocando il play-off scudetto contro l’Intercart Genzano di Agenore Maurizi. Nella stagione 2011/2012 scende nella capitale a vestire la maglia della Lazio.
Alla fine della stagione giunge all’isola della Sardegna insiemi ad Ivan Alves Junior, la squadra era il Sapore di Sardegna Quartu 2000 del presidente Marco Vacca, che alla fine perde lo spareggio per la serie A contro il Palermo. Alla fine della stagione giunse l'invito dell’allenatore brasiliano Claudio Vaz per disputare un mondialito nella città di Houthalen Belgio, rappresentando il Brasile. Dopodiché lo invitano a giocare in Belgio nella prossima stagione.

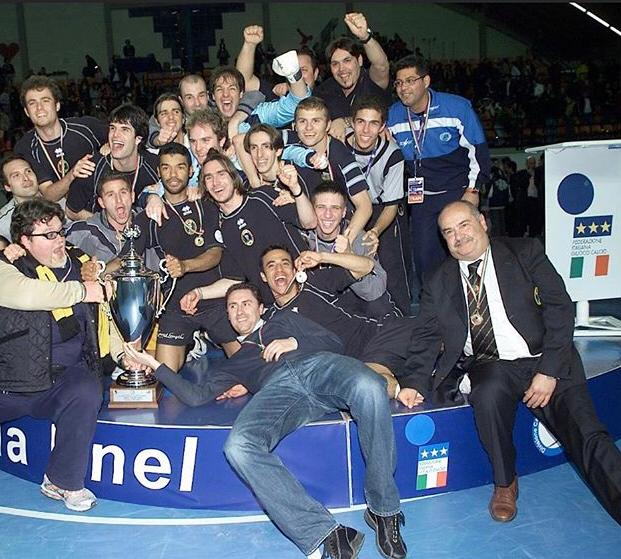
Celebrazione della Coppa Italia 2004/2005

Arrivato a un accordo, si trasferisce in Belgio per un solo anno nella stagione 2003/2004 nella squadra del Morlanwelz MusicBox. Nella stagione successiva ritorna in Italia alla squadra del Nepi a corte di Mister Fulvio Collini, ritrovando Junior e una squadra neopromossa in serie A, con gli argentini Planas, Garcias, Gonzales e Rubei. In questa stagione il Nepi arriva con un terzo posto nel Championship Futsal Rome, un terzo posto nel Campionato Italiano e la vittoria della Coppa Italia della serie A contro i campioni in carica Vander Carioca, Marcio, Sandrinho e Foglia.
La stagione 2006/2007, 2007/2008 e fino a dicembre di 2008 visse in Puglia nella città di Putignano, e così inizia l’esperienza nella Dalena Ecologia SportFive Putignano alcune conquiste come il Campionato italiano di serie B, la Final Four di Coppa Italia, e altri tornei in giro. Con il club pugliese sono state più di 50 partite.
Nel dicembre 2008 decide di andarsene in Abruzzo nella società dell’Edimac Acqua&Sapone, vincendo il Campionato di Serie B. Nella stagione successiva passa a titolo definitivo alla squadra dell'Atlante Grosseto in Serie A2 dove verrà retrocesso.
La stagione 2009/2010 approda in Piemonte al'Asti Calcio a 5, attuale Orange Futsal, vincendo un Campionato italiano della serie A2 e nella stagione 2010/2011 in serie A disputando la Final-Eight di Coppa Italia e il play-off scudetto, ed è proprio la squadra nella quale conclude la sua carriera agonistica e comincia quella da allenatore, o meglio istruttore/educatore. Già lavorando come formatore disputa un Campionato di serie C1 per la squadra astigiana dell’Antignano, attuale Città di Asti, e poi alcune partite in serie D e C2 sempre per l’Orange Futsal.

### USA Futsal
Nel corso della sua carriera ha avuto tre opportunità di giocare con le squadre degli Stati Uniti in determinati momenti diversi.
- Maggio di 1999 - Mondiale di Club IFC - Ford Genk, disputata nella città di Genk in Belgio per la squadra del B.P Soccer - San Francisco.
- Luglio di 2006 - Play-Off Championship USA - Anaheim California - Squadra Pro Sala Futsal - San Francisco.
- Luglio di 2007 - Play-Off Championship USA - Anaheim California - Squadra Pro Sala Futsal - San Francisco.

## Palmares

### Giocatore
- 2016/2017 - Campione Campionato Regionale Serie D
- 2017/2018 - Campione Campionato Regionale Serie C2
- 2009/2010 - Campione Campionato Italiano Serie A2
- 2007/2008 - Campione Campionato Italiano Serie B
- 2005/2006 - Campione Campionato Italiano Serie B
- 2004/2005 - Campione Italia Serie A
- 2000/2001 - Campione Campionato Italiano Serie A2
- 1993 - Campione Paulista APF - Under 15
- 1990 - Campione Copa Vicente Matheus - Under 13

## Squadre
- AAA Unicsul (1999) – 35 partite (26 reti)
- SLC Rinaldi Petrarca Padova (1999-2000) – 16 partite (1 rete)
- Faz Pescara (2000-2001) – 14 partite (4 reti)
- Ecosaves Cus Chieti (2001) – 27 partite (11 reti)
- SS Lazio (2001-2002) – 13 partite (4 reti)
- CLT Terni (2002) – 24 partite (18 reti)
- Sapore di Sardegna Quartu 2000 (2002-2003) – 30 partite (9 reti)
- Musicbox Morlanwelz (2003-2004) – 30 partite (21 reti)
- AS Nepi (2004-2005) – 24 partite (1 rete)
- Sportfive Putignano (2005-2007) – 59 partite (19 reti)
- Acqua & Sapone Edimac (2007-2008) – 19 partite (7 reti)
- Atlante Grosseto (2008-2009) – 28 partite (18 reti)
- Asti Orange Futsal (2009 - 2011) – 27 partite (7 reti)
- Antignano Libertas (2011 - 2012) – 24 partite (14 reti)
- Asti Orange Futsal (2012) – 6 partite (9 reti)